# Isothecium myosuroides
Espèce
Synonymes
Isothecium stoloniferum Brid.
Myosuroides Isothecium est une mousse épiphyte de la sous-classe des Bryidae (les vraies mousses). Elle pousse en abondance sur les arbres et même sur les rochers. Elle est originaire d'Amérique du Nord et on la trouve par exemple à l'intérieur du parc national Olympique dans l'État de Washington. Elle se développe préférentiellement sur les plantes à fleurs plutôt que sur des conifères car les arbres à fleurs créent un habitat humide idéal pour la croissance des mousses, et parce que les arbres à fleurs sont moins acides que les conifères.